# Cladobethylus
Cladobethylus  (лат.) — род ос-блестянок из подсемейства Amiseginae. Около 15 видов.

## Распространение
Юго-Восточная Азия.

## Описание
Мелкие и среднего размера осы-блестянки (от 2,5 до 7,0 мм). Затылочный киль и щёчные бороздки развиты; голова длинная. Мезоплеврон без бороздок и валиков. Пронотум короткий, примерно вдвое короче (0,5-0,6) комбинированной длины скутума, скутеллюма и метанотума вместе взятых. Скутум с нотаулями. Самки и самцы крылатые. Коготки лапок без зубцов. Паразитоиды.
Биология известна у крупного вида Cladobethylus insularis Kimsey & Dewhurst (его длина 5–7 мм), паразитирующего на Eurycantha insularis  Lucas (Phasmatodea: Phasmatidae)

## Систематика
Около 15 видов.
- Cladobethylus acehensis Kimsey, 2019 — Суматра
- Cladobethylus aquilus Kimsey, 1986 — Новая Гвинея[4]
- Cladobethylus aridulus Krombein, 1980 — Шри-Ланка[5]
- Cladobethylus ceylonicus Krombein, 1980 — Шри-Ланка
- Cladobethylus coeruleus Kieffer, 1922 — Филиппины
- Cladobethylus cruciger Kieffer, 1922 — Филиппины typus
- Cladobethylus darlingi Kimsey, 2019 — Борнео
- Cladobethylus densepunctatus Kimsey, 2019 — Таиланд
- Cladobethylus gilbus Kimsey, 1986 — Малайзия
- Cladobethylus insularis Kimsey & Dewhurst, 2012 — Папуа - Новая Гвинея
- Cladobethylus japonicus Kimsey, 1986 — Япония
- Cladobethylus koreensis Kimsey, 2019 — Корея
- Cladobethylus thailandicus Kimsey, 2019 — Таиланд